# ヤン・ミーンセ・モレナール
ヤン・ミーンセ・モレナール（Jan Miense Molenaer、1610年ころ - 1668年9月15日（埋葬日））は、17世紀オランダの画家、版画家である。画家のユディト・レイステル（1609-1660）の配偶者である。風俗画家として評価されている。

## 略歴
ハールレムで生まれた。弟のバルトロメウス・モレナール（Bartholomaeus Molenaer: 1618-1650)とクラース・モレナール（Claes Molenaer: 1630-1676）も画家になった。ヤン・ミーンセ・モリナールはフランス・ハルス（1581/1585-1666）の弟子となった。はじめフランス・ハルスのスタイルに近かったが、後にアドリアーン・ファン・オスターデのような風俗画を描いた。
画家のユディト・レイステルと1636年6月に結婚した。夫婦はより仕事に得られると考えられたアムステルダムに移り、同じように肖像画などを描き、2人の息子と2人の娘がアムステルダムで生まれた。1648年に家族はハールレムに戻り、1650年に最後の息子が生まれた。ヤン・ミーンセ・モレナールとユディト・レイステルの絵のスタイルは似ていて、両者の区別が困難な場合もある。モレナールは主に風俗画、肖像画、宗教画を描いた。一般的にレイステルの才能はモレナールよりも優れていたと考えられている。画家として成功し、ハールレムに数人の弟子を雇い工房を開いた。画商としても働き、不動産の取引もした。夫婦はヘンプステッドに農場を所有した。
1659年に夫婦は病気に倒れ、ヤンは回復したが、ユディト・レイステルは3ヶ月後に亡くなった。ヤン・ミーンセ・モレナールは1668年にハールレムで亡くなった。

## 作品

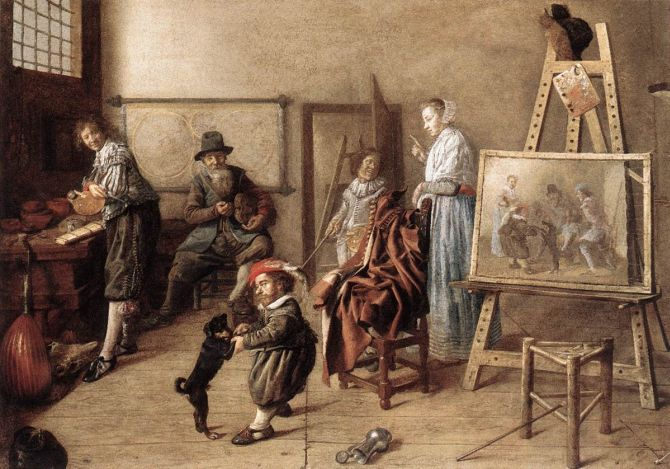
画家のスタジオ (1631) ボーデ博物館
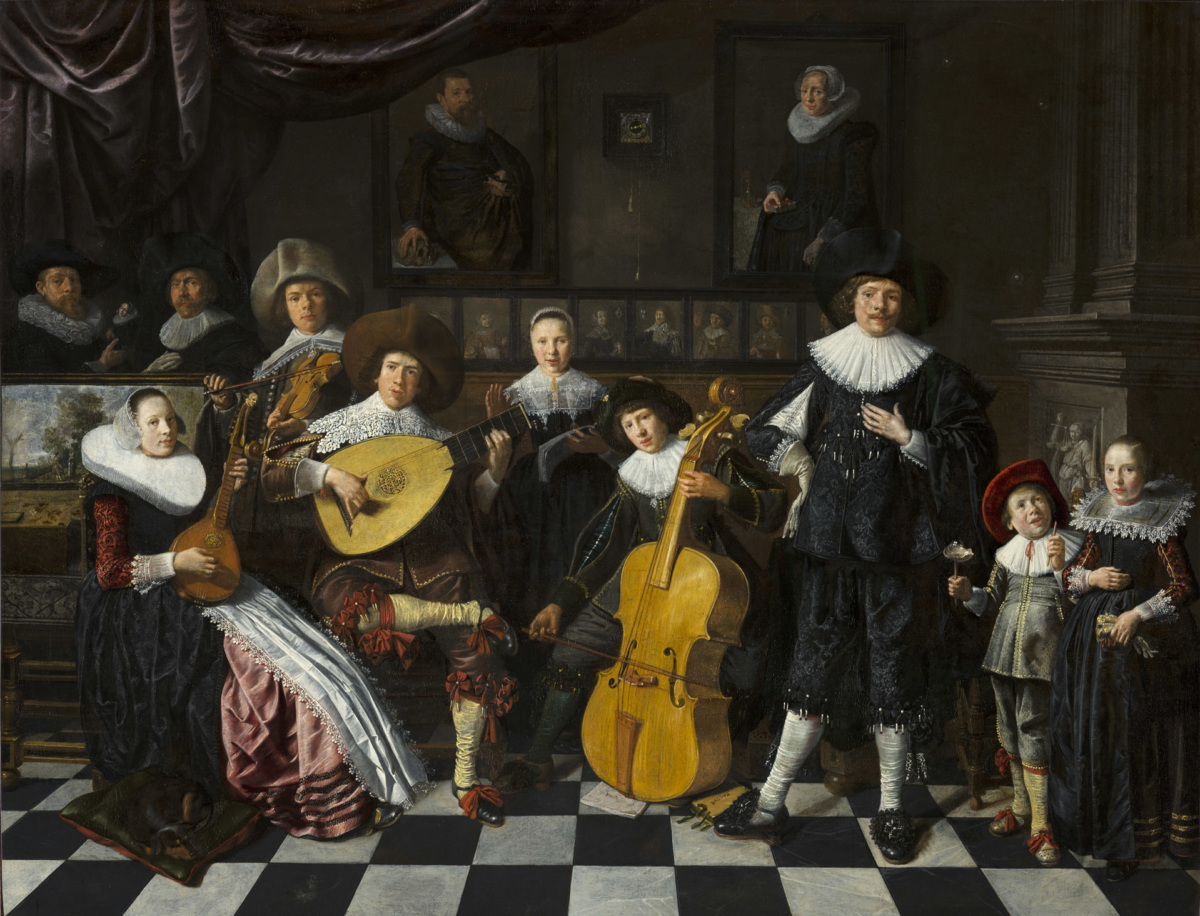
音楽を合奏する家族 (c.1635) フランス・ハルス美術館
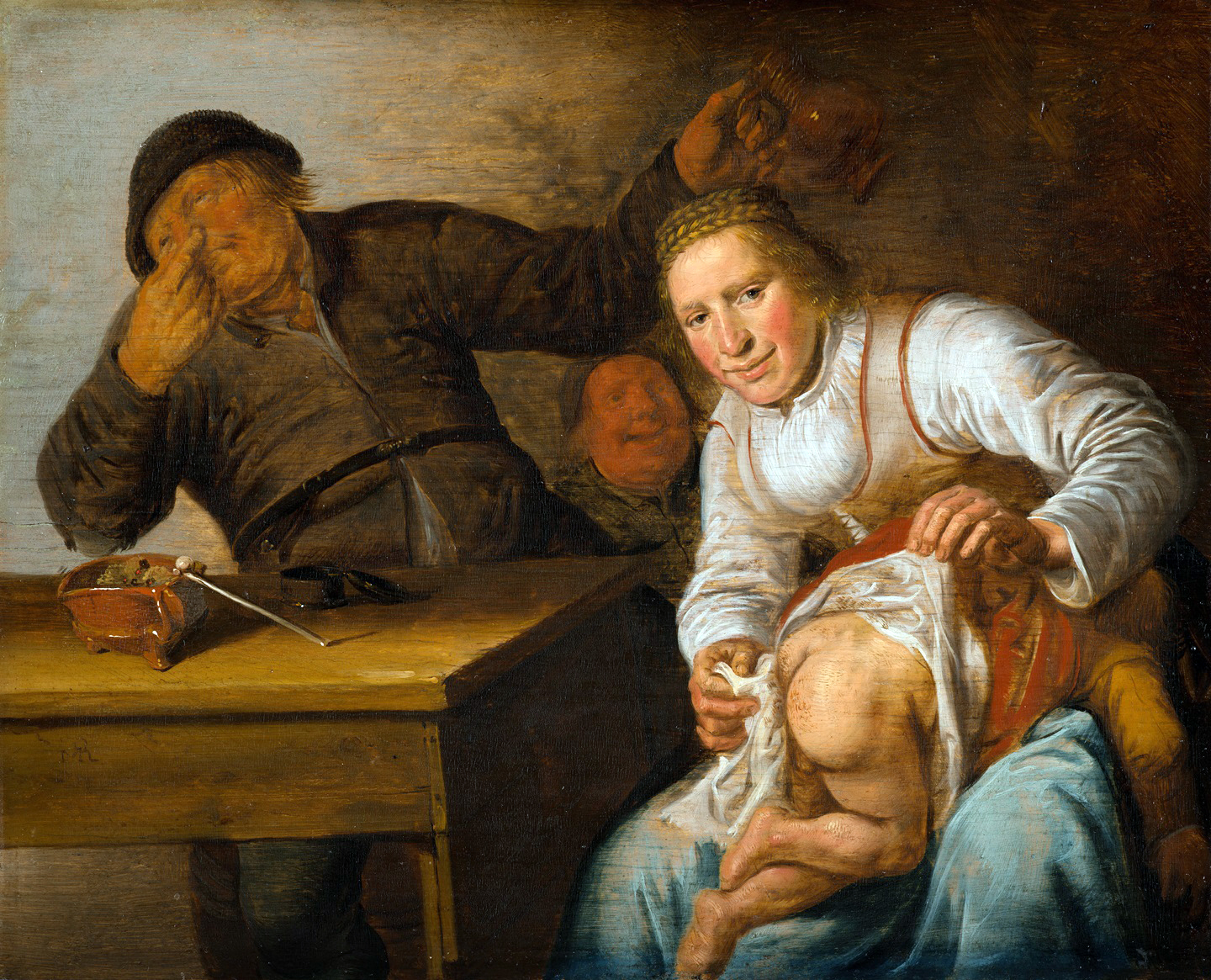
くさい臭い (1637) マウリッツハイス美術館
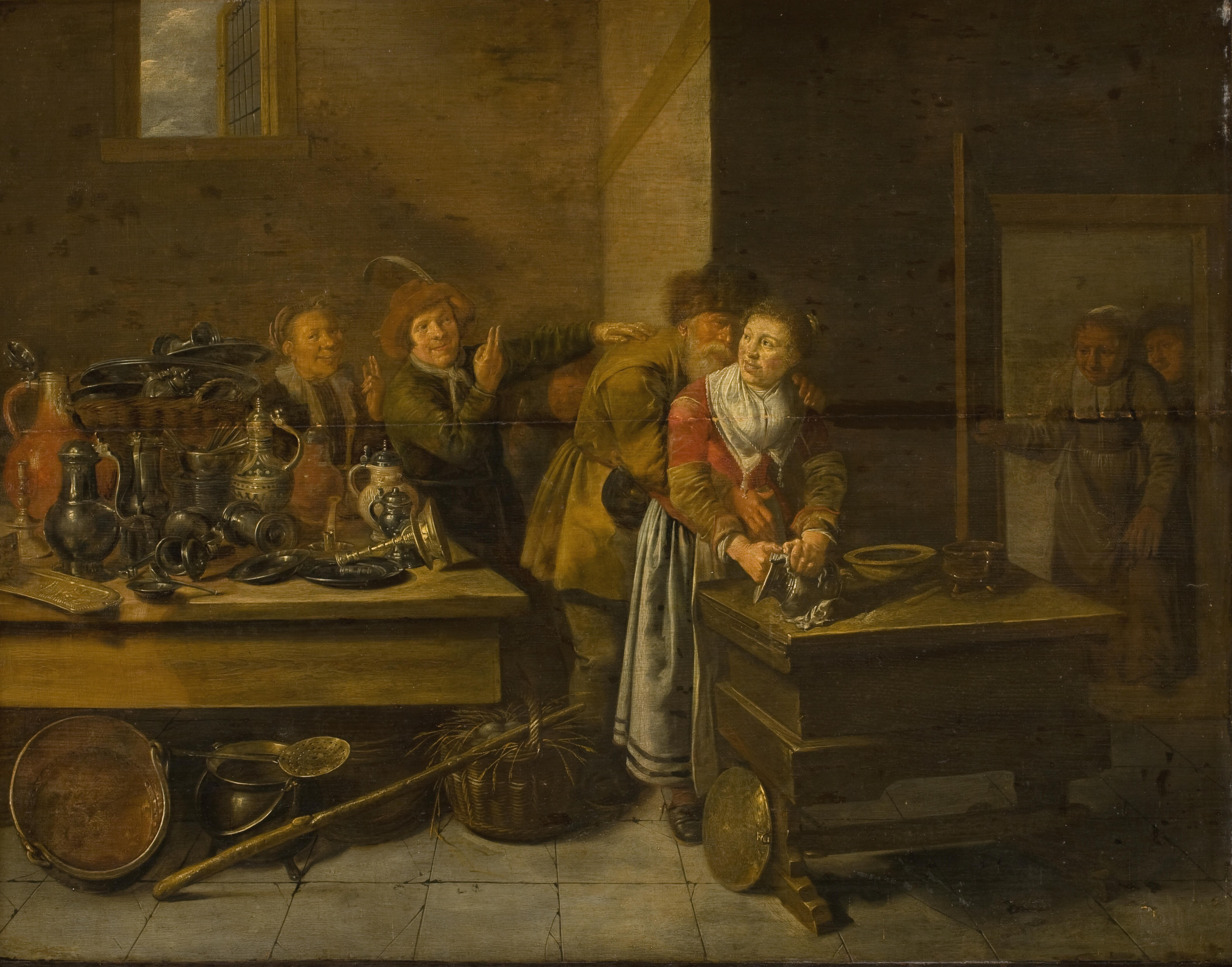
気まずいカップル コペンハーゲン国立美術館